# Barraca A-15
La barraca A-15, és una barraca de vinya del municipi de Subirats (Alt Penedès), situada entre unes vinyes sobre Can Mata del Racó, a les muntanyes d'Ordal.
És una construcció aixecada en pedra seca, de planta circular i forma troncocònica, de 3,80 m de diàmetre a la base i una alçada màxima de 2,60 m. La construcció és de la tipologia de sostre de falsa cúpula. El portal, de llinda plana, està orientat al sud, té una alçada de 110 cm i una amplada de 65 cm. Té un cocó, dues fornícules i dues espitlleres. Les parets exteriors estan molt atalussades.